# Comté de DeWitt (Texas)
Pour les articles homonymes, voir Comté de DeWitt.
Le comté de DeWitt , en anglais : DeWitt County, est un comté situé dans le sud-centre de l'État du Texas aux États-Unis. Le siège de comté est la ville de Cuero. Selon le recensement de 2020, sa population est de 19 824 habitants. Le comté a une superficie de 910 km2, dont 909 km2 en surfaces terrestres. Il est nommé en l'honneur de Green DeWitt, un de ses premiers colons.

## Démographie
Lors du recensement de 2010, le comté comptait une population de 20 097 habitants. Elle est estimée, en 2017, à 20 226 habitants.

Pyramide des âges du comté de DeWitt (Texas) (2000).

| Groupes           | Comté de DeWitt | Texas | États-Unis |
| ----------------- | --------------- | ----- | ---------- |
| Blancs            | 75,7            | 70,4  | 72,4       |
| Autres            | 12,0            | 10,6  | 6,4        |
| Afro-Américains   | 9,3             | 11,9  | 12,6       |
| Métis             | 2,3             | 2,5   | 2,7        |
| Amérindiens       | 0,5             | 0,7   | 0,9        |
| Asiatiques        | 0,2             | 3,8   | 4,8        |
| Total             | 100             | 100   | 100        |
|                   |                 |       |            |
| Latino-Américains | 32,4            | 37,6  | 16,7       |